# Camurça (material)

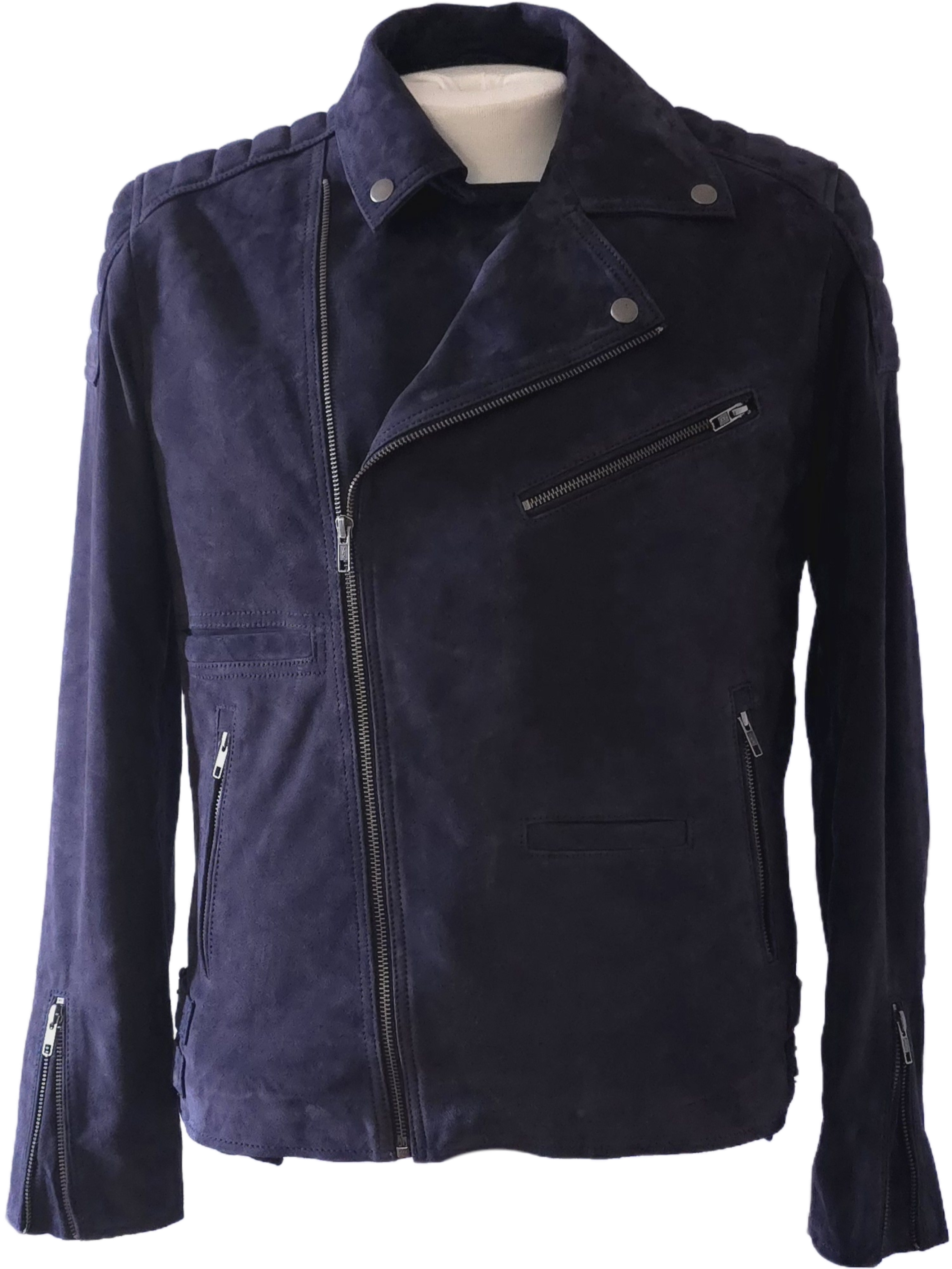
Jaqueta de camurça

Camurça é o produto confeccionado da pele curtume do camurça, mas o termo  generalizou-se  a  qualquer pele de animal curtida.
É um tipo de couro felpudo feito com a camada interior da pele de animais como  camurças, cabras, vacas, porcos, bezerros, cervídeos e principalmente cordeiros. Por se utilizar apenas a camada interior da pele, o produto é menos durável mas mais suave que o couro comum.
A suavidade, leveza e flexibilidade do material tornam satisfatório seu uso no vestuário e outras aplicações que requerem materiais delgados, como luvas. Também é popular em tapeçaria, calçados, bolsas, e como forro para produtos de couro.

## Imitações
Outros tipos de tecidos são fabricados com aspeto semelhante, mas com a vantagem de — ao contrário da camurça — não mancharem em contacto com a água, graças a uma impermeabilidade mais elevada. Atraem também consumidores que buscam alternativas a produtos de origem animal.